# Xi Geminorum
Désignations
Xi Geminorum (ξ Gem / ξ Geminorum), également nommée Alzirr, est une étoile de la constellation des Gémeaux.  Sa une magnitude apparente est de +3,36. D'après la mesure de sa parallaxe annuelle par le satellite Hipparcos, l'étoile est située à ∼ 58,7 a.l. (∼ 18 pc) de la Terre. Elle s'éloigne du Système solaire à une vitesse radiale de +27 km/s.

## Propriétés
Xi Geminorum est une étoile jaune-blanc de type spectral F5IV-V, ce qui indique que son spectre montre à la fois des traits d'une étoile sur la séquence principale et d'une étoile sous-géante plus évoluée. Elle est 12,6 fois plus lumineuse que le Soleil.

## Nomenclature
Xi Geminorum porte le nom d'Alzirr, aujourd’hui reconnu par l’Union astronomique internationale (UAI). Introduit par Richard Hinckley Allen à partir d'Abd al-Rahman al-Soufi (960), ce nom vient en fait de l’arabe الزوّ al-Zaww, « le Couple », donné dans le groupe γ et ξ Gem, qui constitue la VIe des stations lunaires (manāzil al-qamar). C'est l’étoile la moins brillante des deux, l’autre étant appelée الميسان al-Maysān, « la Brillante » (voir Gamma Geminorum).